# Любящие
«Лю́бящие» (англ. The Lovers) — научно-фантастический роман Филипа Хосе Фармера, впервые изданный в 1961 году. Русскоязычным читателям известен и под другими названиями: «Грех межзвёздный», «Любовь зла», «Влюблённые», «Любовники». Входит в цикл «Госуцерквство» (англ. The Sturch). Роман переписан из одноимённой повести 1952 года. Как и исходное произведение, роман провокационный и дискуссионный, так как основной темой является межвидовый секс; в книге рассказывается о любви землянина к разумному инопланетному псевдонасекомому, мимикрирующему земную женщину.

## История создания и публикаций
Лежащая в основе романа повесть впервые была опубликована в 1952 году на страницах августовского выпуска Startling Stories, она стала первой значительной работой Фармера в жанре научной фантастики. Перед этим её отказались публиковать Джон Кэмпбелл в Astounding Science Fiction и Г. Л. Голд в Galaxy. Повесть сразу же получила признание, благодаря ей Фармер в 1953 году получил премию Хьюго как лучший новый автор.
Будучи расширенной и переработанной, повесть уже в виде небольшого романа получила отдельное издание в 1961 году. В 1979 году было выпущено издание с доработанной и расширенной версией романа.

## Содержание

### Время и место действия
Действие романа происходит в XXXI веке, начинается в 3050 году. За несколько столетий до этого Земля подверглась бактериологической атаке от марсианских колонистов, в результате чего большая часть населения погибла. Эпидемия слабо затронула Исландию, Гавайские острова, Израиль, Южную Австралию и Центральный Кавказ. Поселенцами из этих местностей со временем была заново заселена значительная часть Земли, образовались сверхдержавы Союз Возвращённых Восстановленных Земель (ВВЗ) и Республики Израиля. В джунглях Африки и полуострова Малакка осталось в живых достаточно людей, чтобы отбиться от обеих держав, соответственно, образовалось ещё два государства: Великий Бантустан и Малайская Федерация.
Союз ВВЗ, из которого происходит главный герой романа, занимает обе Америки, север Евразии, Австралию и Океанию, основными языками населения являются исландский и американский. Государственное устройство представляет собой религиозную диктатуру, церковь и государственный аппарат объединены в единое целое. Религия союза намешана из наиболее подавляющих элементов христианства, иудаизма, ислама и саентологии. Государство контролирует частную жизнь граждан, индивидуальные свободы практически отсутствуют. Многие стороны жизни табуированы, запрещён алкоголь, любая сексуальность подавляется, секс допускается только между супругами и только ради продолжения рода. Даже употребление пищи считается постыдным процессом, который необходимо скрывать от чужих глаз. Хотя Союз ВВЗ всячески противостоит Израилю, в его социальной структуре присутствует очень много еврейских элементов, таким образом осуществляется своеобразная социальная мимикрия.

### Сюжет
Хэл Ярроу, многопрофильный специалист-лингвист, живёт в Сигмен-Сити, бывшем Монреале, столице Союза ВВЗ. Он несчастлив в браке, плохо уживается со своим «ангелом-хранителем» (надсмотрщиком), постоянно рискует потерять социальный статус, поэтому ухватывается за первую же возможность покончить с такой жизнью, согласившись принять участие в межзвёздной экспедиции к планете Оздва длительностью не менее 80 земных лет. Цель экспедиции — тайно разработать вирус, который уничтожит негуманоидных оздвийцев (жучей) и освободит земли для Союза ВВЗ.
Прибыв на планету, Хэл начинает изучать язык оздвийцев. Однажды он отправляется в экспедицию на континент, на котором когда-то существовала гуманоидная раса, цивилизация которых по невыясненным причинам погибла. Среди руин древнего города он встречает красивую женщину по имени Жанетта, которая разговаривает на искажённом французском и утверждает, что её отец прибыл с Земли, а мать происходила из местных гуманоидов. Нарушая все запреты, влюбившийся Хэл тайно переправляет Жанетту в свою квартиру в городе аборигенов. Там они продолжают совершать один смертный грех за другим: занимаются сексом обнажёнными и при свете, употребляют алкоголь (который нужен Жанетте, утверждающей, что жучи сделали из неё алкоголичку), едят друг у друга на виду. Хэл абсолютно счастлив, только теперь он может получать удовольствие от секса. Однако его беспокоит алкоголизм любимой, поэтому он тайно разводит алкоголь со специальным средством, постепенно уменьшая его содержимое.
Приближается время реализации плана по геноциду аборигенов. А в это время Жанетта заболевает и начинает умирать. Хэл обращается за помощью к приятелю-жучу. Уже в больнице он узнаёт от него, что жучи перехитрили люди, подорвав их корабль вместе с экипажем. Также ему открывают глаза на природу Жанетты, которая на самом деле является не человеком, а представительницей местных псевдонасекомых-«лэйлит», которые ранее мимикрировали вымерших гуманоидов, чтобы иметь возможность размножаться, так как сами были однополыми. Однако рождение детей убивает лэйлит, а чтобы отсрочить смерть, они в большом количестве должны употреблять алкоголь, делающий их временно стерильными. Лечение Жанетты от «алкоголизма» привело к её беременности и смерти. Её дети одновременно являются и детьми Хэла, ведь благодаря особой фотокинетической нервной системе лэйлит дети наследуют внешний вид первого мужчины-гуманоида, с которым лэйлита испытала оргазм при сексе.

## Отзывы и критика
Ник Реннисон и Стивен Эндрюс поместили «Любящих» в список 100 обязательных к прочтению НФ-романов и написали в рецензии, что роман «является примером типичного смелого Фармера, идеальной отправной точкой для изучения живого воображения и исторического значения этого плодовитого и энергичного автора». Уильям Рич в обзоре отмечает, что и через полстолетия после публикации сюжет романа сохраняет свою силу и возмутительность, а шокирующая концовка заставляет читателей задуматься.